# زبان میانی مشترک
زبان میانی مشترک (به انگلیسی: Common Intermediate Language، (به اختصار CIL)) (که قبلاً MSIL نیز نامیده می‌شد) یک زبان برنامه‌نویسی سطح پایین اما خوانا برای انسان است که توسط مشخصات تعریف شده توسط زیرساخت زبان مشترک (CLI) تعریف شده‌است و توسط چارچوب دات‌نت و مونو به کارگرفته می‌شود.